# Acidilobaceae
Acidilobaceae es una familia de arqueas dentro del orden Sulfolobales. Son microorganismos anaerobios hipertermófilos acidófilos organótrofos, y están representados básicamente por tres géneros: Acidilobus, Aeropyrum y Caldisphaera.